# Sphaerodactylus ariasae
Sphaerodactylus ariasae  (лат.) — вид ящериц из семейства круглопалые гекконы. Одно из самых мелких пресмыкающихся в мире, достигающее всего 16—18 мм в длину. Вид был описан в 2001 году американским эволюционным биологом Блэром Хеджесом и биологом из Университета Пуэрто-Рико Ричардом Томасом и назван в честь герпетолога Ивонны Ариас, сделавшей большой вклад в развитие национального парка Харагуа (Доминиканская республика).

## Распространение
Sphaerodactylus ariasae встречается в национальном парке Харагуа на юго-западе Доминиканской республики и на соседнем лесистом островке Беата.

## Описание
S. ariasae достигает в длину лишь 16—18 мм и весит около 0,2 г.